# Tế bào mẹ nguyên sơ

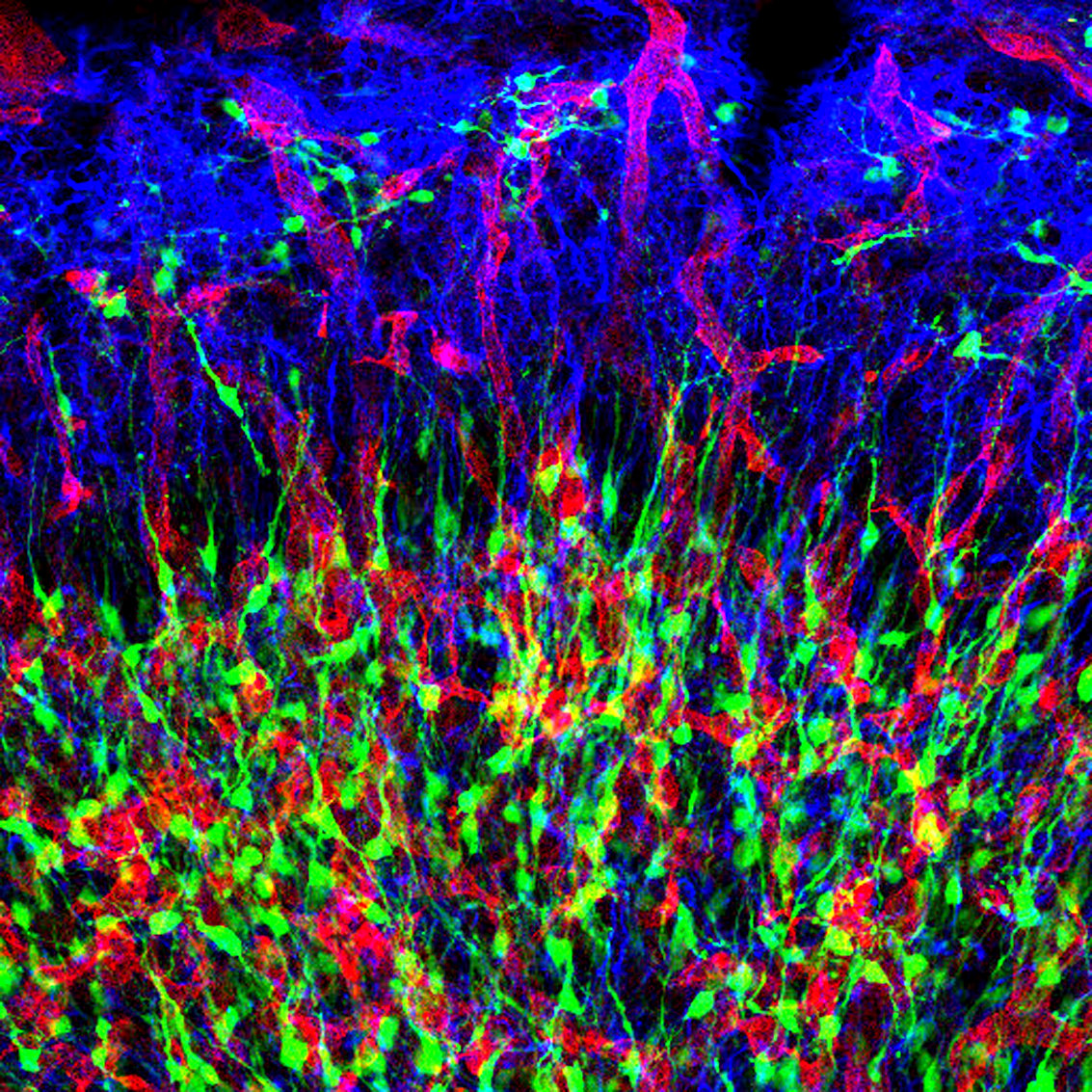
Tế bào thần kinh nguyên sơ (xanh) trong khứu giác với tế bào hình sao (màu xanh).

Một tế bào nguyên sơ là một tế bào sinh học có vai trò tương tự như tế bào gốc, có xu hướng phân chia thành một loại tế bào cụ thể, nhưng khác ở chỗ là tế bào nguyên sơ chỉ có thể phân chia theo 1 dòng tế bào nhất định. Ví dụ: Tế bào nguyên sơ hồng cầu phân chia ra tế bào hồng cầu mới trong khi tế bào gốc có thể phát triển thành bất cứ loại tế bào nào trong cơ thể. Sự khác biệt quan trọng giữa các tế bào gốc và tế bào nguyên sơ là tế bào gốc có thể tái tạo vô thời hạn, trong khi tế bào nguyên sơ chỉ phân chia đến giới hạn nào đó. Tranh cãi về sự chính xác trong định nghĩa vẫn còn và khái niệm này vẫn còn đang phát triển.
Cụm từ "tế bào nguyên sơ" và "tế bào gốc" đôi khi có nghĩa tương đương.

## Nên tìm hiểu
- Tế bào nguyên sơ nội mô